# Xã New Prairie, Quận Pope, Minnesota
Xã New Prairie (tiếng Anh: New Prairie Township) là một xã thuộc quận Pope, tiểu bang Minnesota, Hoa Kỳ. Năm 2010, dân số của xã này là 197 người.